# Йоганн Бехер
Йоганн Бехер (нім. Johann Becher) — австрійський футболіст, що грав на позиції захисника. Відомий виступами у складі клубу ВАК. Володар кубка Австрії і фіналіст кубка Мітропи.

## Клубна кар'єра
З 1924 і по 1937 рік виступав у складі клубу «Вінер Атлетікспорт Клуб», більш відомої як ВАК. Команда переважно трималась у середині національної ліги, незважаючи на хороший склад і присутність у команді таких зірок австрійського і європейського футболу, як Рудольф Гіден, Карл Сеста, Георг Браун, Гайнріх Мюллер та інших. Найвищим результатом у чемпіонаті, якого досягла команда в цей час було 3 місце у 1929 році. Також клуб четвертим у 1930 і 1933 роках.
Більш вдало команда виступала у національному кубку. У 1928 році команда дійшла до фіналу, де поступилась чемпіону країни «Адмірі» (1:2). У 1929 і 1930 роках ВАК грав у півфіналі кубку, а перемогу здобув у кубку Австрії 1931. Той розіграш проводився за експериментальною схемою. 10 найсильніших команд країни грали за круговою схемою в одне коло. ВАК у дев'яти матчах жодного разу не програв і лише двічі зіграв унічию. Завдяки цьому клуб на одне очко випередив «Аустрію» і здобув трофей. Бехер виступав у всіх матчах своєї команди в парі з Карлом Сестою або Францом Цізаром.
Став з клубом фіналістом кубка Мітропи 1931 року, куди ВАК потрапив як переможець національного кубку. В чвертьфіналі ВАК у першій грі несподівано розгромив у Будапешті місцеву Хунгарію з рахунком 5:1. Незважаючи на таку перевагу, матч-відповіді не видався для віденців простим. «Хунгарія» забила два м'ячі на 2-й і 3-й хвилинах матчу, а на початку другого тайму ще й третій. Втім на більше угорці не спромоглися, чудову гру демонстрував знаменитий воротар австрійців Рудольф Гіден, а фактичну крапку у грі поставив нападник Вальтер Ганке на 81-й хвилині, встановивши остаточний рахунок — 1:3. В 1/2 фіналу ВАК зустрічався з чехословацькою «Спартою». У першій грі австрійці вдома поступились з рахунком 2:3. У матчі-відповіді ВАК вів у рахунку 3:0, але втратив перевагу, дозволивши «спартанцям» зрівняти рахунок. Перемогу і можливість зіграти у матчі-переграванні команді з Австрії приніс гол Гайнріха Гілтля на 88-й хвилині. У переграванні в Празі ВАК переміг 2:0 завдяки голам Франца Цізара і Гайнріха Гілтля. У фіналі зустрічались дві австрійські команди ВАК і «Вієнна». Бехер грав у захисті разом з Карлом Сестою. В першій грі ВАК вигравав після першого тайму 2:0, але втратив перевагу і поступився 2:3. Саме Бехер на 87-й хвилині матчу зрізав м'яч у власні ворота, що й призвело до поразки. У матчі відповіді уже «Вієнна» у першому таймі вела з рахунком 2:0. Після перерви гравці ВАКу відіграли лише один гол і вдруге поступились супернику.
Ще одного разу у складі ВАКа дістався фіналу національного кубку у 1932 року. Клуб імярека у фіналі поступився «Адмірі» з рахунком 1:6.
Втретє за вісім років ВАК дійшов до фіналу кубка у 1935 році. Бехер зіграв два матчі у тому розіграші, у фіналі не грав. Того ж сезону ВАК невдало виступив у чемпіонаті, посівши передостаннє 11-е місце, а вже за рік команда стала останньою і вибула з вищого дивізіону. Йоганн провів один сезон у другому дивізіоні і залишив команду.

## Виступи за збірну
У складі національної збірної Австрії Бехер не виступав. Проте, зіграв один матч у збірній Австрія-В. У 1932 році у парі з Сестою грав у Римі проти італійської збірної. Австрійська команда поступилась з рахунком 1:3.
Також виступав у складі збірної Відня. Дебютував у поєдинку проти збірної Братислави (2:2) у березні 1926 року. Також грав у двох матчах зі збірною Прага (1:2 у 1927 році і 2:1 у 1930 році) і у грі проти Брно (1:4, 1933).

## Титули і досягнення
- Володар Кубка Австрії (1):

ВАК: 1931
- Фіналіст Кубка Австрії (3):

ВАК: 1928, 1932, 1935
- Бронзовий призер чемпіонату Австрії (1):

ВАК: 1929
- Фіналіст Кубка Мітропи (1):

ВАК: 1931

## Статистика

### Статистика клубних виступів
| Сезон            | Команда          | Чемпіонат        | Чемпіонат | Чемпіонат | Кубок | Кубок | Кубок Мітропи | Кубок Мітропи |
| Сезон            | Команда          | Ліга             | Ігри      | Голи      | Ігри  | Голи  | Ігри          | Голи          |
| ---------------- | ---------------- | ---------------- | --------- | --------- | ----- | ----- | ------------- | ------------- |
| 1924/25          | «Вінер АК»       | Д-1              | 14        | 0         | 2     | 0     | —             | —             |
| 1925/26          | «Вінер АК»       | Д-1              | 20        | 0         | 0     | 0     | —             | —             |
| 1926/27          | «Вінер АК»       | Д-1              | 23        | 0         | 5     | 0     | —             | —             |
| 1927/28          | «Вінер АК»       | Д-1              | 24        | 0         | 6     | 0     | —             | —             |
| 1928/29          | «Вінер АК»       | Д-1              | 14        | 0         | 5     | 0     | —             | —             |
| 1929/30          | «Вінер АК»       | Д-1              | 19        | 0         | 4     | 0     | —             | —             |
| 1930/31          | «Вінер АК»       | Д-1              | 12        | 0         | 9     | 0     | —             | —             |
| 1931/32          | «Вінер АК»       | Д-1              | 20        | 1         | 6     | 0     | 7             | 0             |
| 1932/33          | «Вінер АК»       | Д-1              | 15        | 0         | 2     | 0     | —             | —             |
| 1933/34          | «Вінер АК»       | Д-1              | 13        | 0         | 1     | 0     | —             | —             |
| 1934/35          | «Вінер АК»       | Д-1              | 7         | 0         | 2     | 0     | —             | —             |
| 1935/36          | «Вінер АК»       | Д-1              | 2         | 0         | 0     | 0     | —             | —             |
| 1936/37          | «Вінер АК»       | Д-2              | ?         | ?         | 1     | 0     | —             | —             |
| Усього в Австрії | Усього в Австрії | Усього в Австрії | 183       | 1         | 43    | 0     | 7             | 0             |

### Статистика виступів у кубку Мітропи
| №                      | Розіграш               | Стадія                 | Дата та місце проведення | Команда 1              | Рахунок | Команда 2      | Голи      |
| ---------------------- | ---------------------- | ---------------------- | ------------------------ | ---------------------- | ------- | -------------- | --------- |
| 1                      | 1931                   | 1/4                    | 13.08.1931 Будапешт      | Хунгарія               | 1:5     | ВАК            |           |
| 2                      | 1931                   | 1/4                    | 19.08.1931 Відень        | ВАК                    | 1:3     | Хунгарія       |           |
| 3                      | 1931                   | 1/2                    | 10.09.1931 Відень        | ВАК                    | 2:3     | Спарта (Прага) |           |
| 4                      | 1931                   | 1/2                    | 17.09.1931 Будапешт      | Спарта (Прага)         | 3:4     | ВАК            |           |
| 5                      | 1931                   | 1/2 перегравання       | 7.10.1931 Будапешт       | Спарта (Прага)         | 0:2     | ВАК            |           |
| 6                      | 1931                   | фінал                  | 8.11.1931 Цюрих          | Ферст Вієнна           | 3:2     | ВАК            | 87' (аг.) |
| 7                      | 1931                   | фінал                  | 12.11.1931 Відень        | ВАК                    | 1:2     | Ферст Вієнна   |           |
| Всього у кубку Мітропи | Всього у кубку Мітропи | Всього у кубку Мітропи | Всього у кубку Мітропи   | Всього у кубку Мітропи | 7       |                | 0         |